# Николаевский костёл (Мир)
Николаевский костёл, Церковь св. Николая (бел. Мікалаеўскі касцёл) — католический храм в городском посёлке Мир, Гродненская область, Белоруссия. Относится к Новогрудскому деканату Гродненского диоцеза. Памятник архитектуры в стиле ренессанс, с чертами оборонного зодчества. Построен в 1599—1605 годах. Храм включён в Государственный список историко-культурных ценностей Республики Беларусь (код 411Г000319).

## История
Первый деревянный католический храм в Мире был построен семьёй Ильиничей в начале XVI века. Позднее Мир перешёл во владение княжеского рода Радзивиллов, которые выстроили новый деревянный костёл Св. Николая, освященный 18 октября 1587 года виленским епископом Юрием (Ежи) Радзивиллом, впоследствии получившем титул кардинала (первого в Литве). В 1599 году князь Николай Христофор Радзивилл Сиротка начал строительство каменного храма. Строительство было завершено в 1605 году, освящение состоялось 21 августа 1605 года. Авторство проекта церкви приписывают архитектору итальянцу Дж. М. Бернардони. Во время закладки фундамента в земле были найдены останки "допотопного зверя" (возможно, мамонта). По традиции, его кости долгое время были выставлены в костёле. Этот случай засвидетельствовал Адам Мицкевич в своей поэме «Пан Тадеуш».

Так и в костёле Мирском ксёндз возле органа повесил кости допотопных великанов.
Оригинальный текст (бел.)Так і ў касцёле Мірскім ксёндз каля арганаў павесіл косці выкапнёвых веліканаў.

В 1604—1609 годах рядом с церковью было построено двухэтажное здание приходского дома (плебании). С течением времени храм не перестраивался и дошёл до нас в первозданном виде. Ремонт был проведён лишь дважды: в 1710 году князем Каролем Станиславом Радзивиллом и в 1845 году при помощи минского ксендза-прелата Франциска Новицкого. 

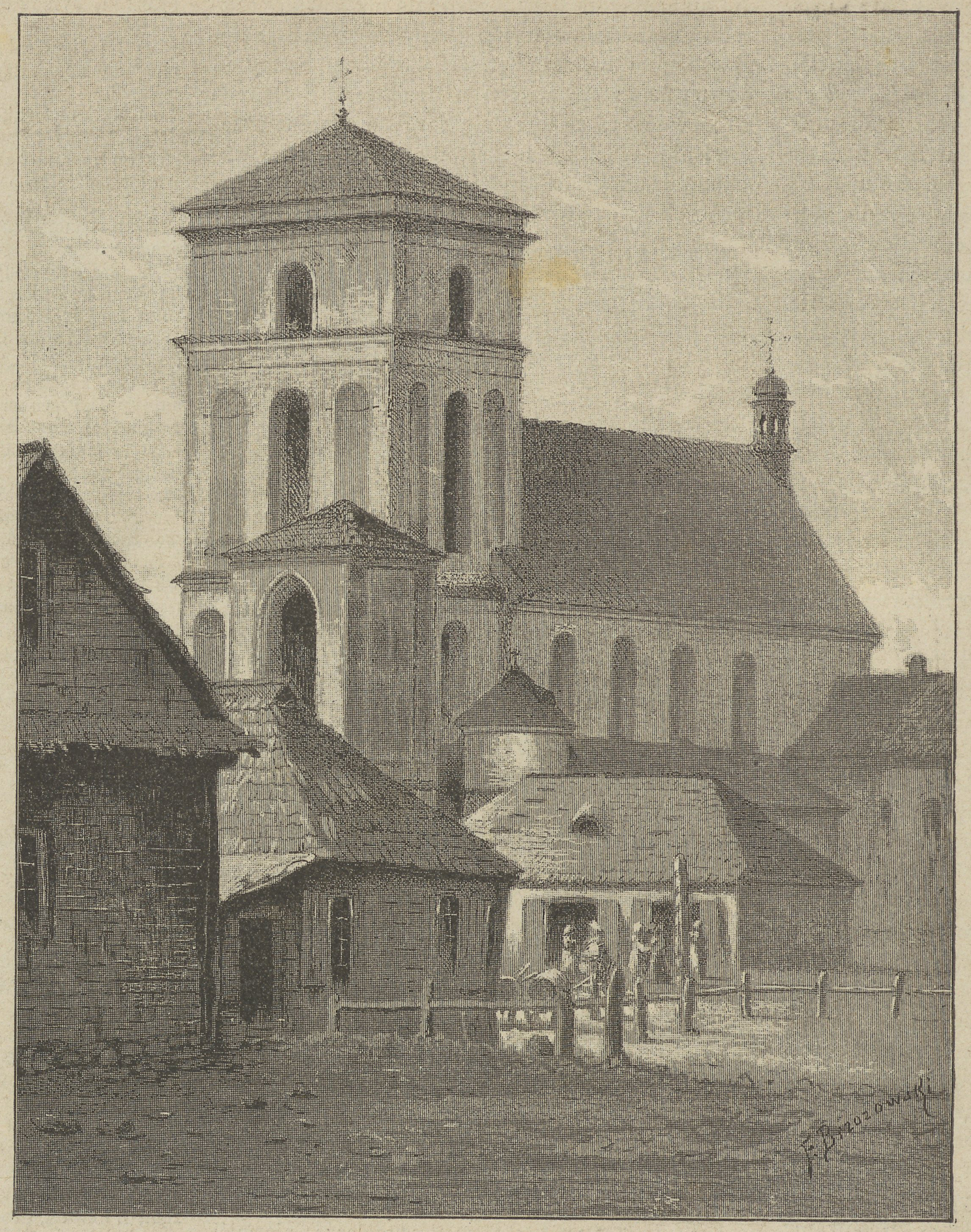
Храм в 1882 году

После Польского восстания 1863 года царское правительство закрыло множество католических храмов на территории современной Белоруссии и передало их здания православным. 7 октября 1865 храм Святого Николая был переосвящён в православную церковь. В 1876 году деревянная крыша была заменена железной.
В 1919 году, благодаря усилиям ксендза Анатолия Мацкевича, костел был возвращён католикам. В 1937 году в Лиде была издана книга Александра Снежко "Фарный костёл в Мире", которая до сегодняшнего дня является самым объёмным трудом по истории костёла.
Осенью 1942 года был убит ксёндз-настоятель Анатолий Мацкевич. С 1946 года костёл был закрыт. За послевоенный период были разрушены два верхних яруса башен и две боковые круглые башенки, обвалилась крыша.
В 1990 году храм возвращен верующим, в 2001 году начаты реставрационные работы. В 2009 году первым со времени Великой Отечественной войны настоятелем костёла был назначен ксёндз Александр Севастьянович. На сегодняшний день, Мирская парафия является самой малочисленной парафией в Гродненском диоцезе.

## Архитектура

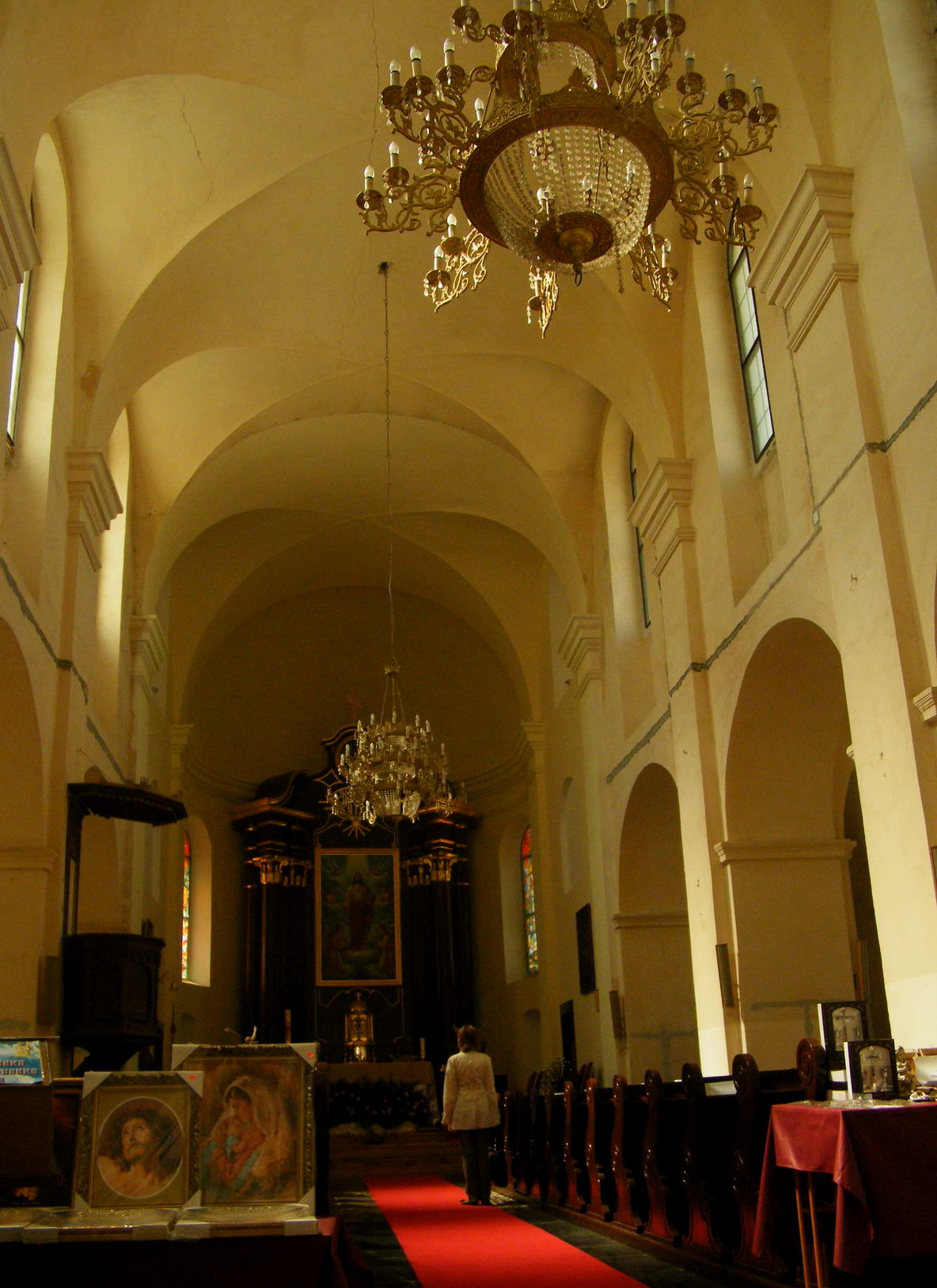
Интерьер

Храм св. Николая — трёхнефная базилика без трансепта. Центральный неф перекрыт цилиндрическим сводом с распалубками, боковые — крестовыми сводами. Центральный неф с полукруглым пресвитерием завершается со стороны фасада массивной, квадратной в плане четырёхъярусной башней с шатровой крышей. Боковые нефы на главном фасаде завершены круглыми в плане башенками с витыми лестницами, со стороны алтарной части — закруглёнными в плане ризницами. Боковые фасады, лишенные декора, прорезаны высокими оконными проемами с полуциркульным завершением.
Под пресвитерием была расположена просторная сводчатая крипта, в которой находилось около 30 захоронений, в 1866 году крипта была зарыта.